# Vanessa tameamea
Espèce
Synonymes
- Pyrameis tameamea Eschscholtz, 1821
- Pyrameis cordelia Doubleday, 1847

Vanessa tameamea est une espèce de lépidoptères de la famille des Nymphalidae, endémique d'Hawaï.
Il a été déclaré insecte officiel de l'État d'Hawaï en 2009.

## Dénomination
Eschscholtz décrit l'espèce en 1821 sous le protonyme de Pyrameis tameamea.
Il honore la dynastie Kamehameha qui a régné sur Hawaï unifié de 1810 avec Kamehameha I jusqu'à la mort de Kamehameha V en 1872.

### Noms vernaculaires
Vanessa tameamea se nomme, :
- en américain, Kamehameha butterfly ;
- en japonais, Kamehameha akatateha ;
- en Hawaïen, Lepe o Hina, Lepelepe, Lepelepe o Hina ou encore Pulelehua.

## Description
Vanessa tameamea est un papillon moyen à grand, de couleur rouge, qui présente un dessus avec l'apex des antérieures noir à taches blanches et des postérieures du même rouge bordées d'une bande noire à taches rouges.

## Biologie

### Plantes hôtes
La plante hôte de sa chenille est Pipturus albidus, le Mamaki.

## Écologie et distribution
Vanessa tameamea est présente à Hawaï à Kauai, Oahu, Molokai, Lanai, Maui et Hawaï,.

### Protection
Pas de statut de protection particulier[réf. souhaitée].